# Fahren ohne Führerschein
Das Fahren ohne Führerschein mit fahrerlaubnispflichtigen Fahrzeugen, u. a. Kraftfahrzeugen, ist in Deutschland eine Verkehrsordnungswidrigkeit.
Verwarnt wird der Fahrzeugführer für das Nichtmitführen der Führerschein-Urkunde im Original; hierfür ist bundesweit ein Verwarnungsgeld mit einem Regelsatz von 10 € vorgesehen.
Der Führerschein ist die amtliche Urkunde zum Beweis, dass der Inhaber die für das von ihm geführte Kraftfahrzeug nötige und gültige Fahrerlaubnis hat und es daher im öffentlichen Straßenverkehr führen darf. Das Dokument, das ihm für die entsprechende Fahrerlaubnisklasse ausgestellt wurde, ist während der Fahrt ständig mitzuführen (§ 4 Abs. 2 Satz 2 FeV) und bei Kontrollen der Vollzugsorgane auf Verlangen auszuhändigen. Die Verweigerung der Aushändigung ist ebenso ordnungswidrig und kann zur Verwarnung führen. Beim Nichtmitführen kann die entsprechende Behörde vor Ort auch eine Kontrollaufforderung ausstellen und aushändigen.

## Abgrenzung zum Fahren ohne Fahrerlaubnis
Fahren ohne Führerschein ist nicht gleichzusetzen mit Fahren ohne Fahrerlaubnis; letzteres stellt eine Straftat dar. Die Fahrerlaubnis ist nicht an den Besitz des Führerscheins gebunden. Einen Sonderfall dieses Vergehens begeht man jedoch mit einer Fahrt ohne Führerschein, nachdem dieser im Zuge eines Verfahrens wegen eines Straftatverdachts beschlagnahmt oder (auch vorläufig) in amtliche Verwahrung übernommen wurde; die Fahrerlaubnis ist zwar (noch) nicht entzogen und der Führerschein wäre eigentlich noch gültig, dieser Akt wirkt aber wie ein Verbot, davon Gebrauch zu machen.